# ایوان شمس
ایوان شمس یکی از سالن‌های نمایش چندمنظوره شهر تهران می‌باشد که متعلق به معاونت اموراجتماعی و فرهنگی  شهرداری تهران است و محل برگزاری تئاتر، نمایش فیلم، کنسرت و همایش‌های اداری و فرهنگی می‌باشد.
این مجموعه دارای سه سالن به نام‌های آفتاب، اشراق و آسمان می‌باشد که مجموعاً دارای ۴۷۵ نفر ظرفیت می‌باشد.
سالن آفتاب 393 نفر 
سالن اشراق 70 نفر 
سالن آسمان 25 نفر کنفرانسی 